# Onthophagus conspersus
Onthophagus conspersus är en skalbaggsart som beskrevs av Edmund Reitter 1893. Onthophagus conspersus ingår i släktet Onthophagus och familjen bladhorningar. Inga underarter finns listade i Catalogue of Life.